# 薛廷老
薛 廷老（せつ ていろう、生年不詳 - 838年）は、唐代の官僚。字は商叟。本貫は河中府宝鼎県。

## 経歴
薛存誠の子として生まれた。謹直で父の風儀があり、性格は鋭敏であった。廷老は進士に及第し、宝暦元年（825年）に右拾遺となった。敬宗が宮中に清思院の新殿を造営しようとすると、廷老は同僚たちとともに敬宗を諫めた。ほどなく史館修撰を加えられた。
李逢吉が政権を握ると、廷老はその直言を憎まれた。鄭権が嶺南節度使となると、珍宝を搾取して長安に送り、報恩の地を得た。廷老は鄭権の罪を取り調べるよう上疏した。さらに廷老は李逢吉の仲間の張権輿や程昔範が諫官の列にいるのは宜しくないと論じたので、李逢吉は激怒した。廷老は臨晋県令として出された。
宝暦3年（827年）、文宗が即位すると、廷老は入朝して殿中侍御史となった。大和4年（830年）、本官のまま翰林学士をつとめた。廷老は李譲夷と仲が良く、内廷に入ったのも、李譲夷の推薦によるものであった。廷老は勝手気ままで酒をたしなみ、節度なく終日酔っぱらっていたため、文宗に憎まれた。大和5年（831年）、本官のまま翰林学士を退任した。李譲夷も廷老に連座して翰林学士を退任した。ほどなく廷老は刑部員外郎に任じられ、刑部郎中に進み、給事中に転じた。開成3年（838年）、死去した。刑部侍郎の位を追贈された。
子に薛保遜があり、進士に及第し、位は給事中に進んだ。

## 伝記資料
- 『旧唐書』巻153 列伝第103
- 『新唐書』巻162 列伝第87